# ولاء
الولاء  هو شعور يعكس الالتزام والإخلاص تجاه شخص، مجموعة، قضية، أو مبدأ معين. يُعتبر الولاء قيمة أساسية في العديد من الثقافات، حيث يرتبط بالثقة، الدعم المستمر، والتفاني. يظهر الولاء في سياقات متنوعة، تشمل العلاقات الشخصية مثل الصداقة والزواج، والمجالات السياسية مثل الوطنية، والجوانب التجارية كولاء العملاء للعلامات التجارية، بالإضافة إلى الدين كإخلاص للمعتقدات.

## في الحيوانات
يمكن للحيوانات الأليفة أن تُظهر نوعًا من الولاء للبشر. من الأمثلة الشهيرة على ذلك جريفريارس بوبي، وهو كلب من نوع "سكاي تيرير" ظل يزور قبر صاحبه لمدة أربعة عشر عامًا.
هاتشيكو، وهو كلب من نوع "أكيتا" كان يعود إلى المكان الذي اعتاد لقاء صاحبه فيه يوميًا لمدة تسع سنوات بعد وفاة صاحبه.
وفي ملحمة مهابهاراتا الهندية، يظهر الملك الصالح "يودهشتيرا" عند أبواب الجنة في نهاية حياته برفقة كلب ضال تبناه أثناء رحلته، بعد أن فقد إخوته وزوجته بسبب الموت. كان الإله "إندرا" مستعدًا للسماح له بدخول الجنة، لكنه رفض السماح للكلب بالدخول. عندها رفض يودهشتيرا التخلي عن الكلب، وقرر الابتعاد عن أبواب الجنة. لكن الكلب ظهر لاحقًا على أنه تجسيد للإله "دارما"، إله العدالة والاستقامة، والذي تبين في النهاية أنه تمثيل لنفسه المقدسة. وهكذا، دخل يودهشتيرا الجنة برفقة كلبه، الذي كان في الواقع إله العدالة.